# Halikarnassos
Halikarnassos (grekiska: Ἁλῐκαρνᾱσσός, Halikarnāssós, latin: Halicarnassus, även Halicarnāsus) var en forntida stadsstat vid kusten i landskapet Karien i sydvästra Mindre Asien, vid den nuvarande turkiska staden Bodrum, söder om Izmir. Halikarnassos hade en blandad grekisk-karisk befolkning och var starkt befäst. Historikern Herodotos föddes här, liksom Dionysios av Halikarnassos. Mausoleet i Halikarnassos var känt som ett av världens sju underverk under antiken.

## Historia

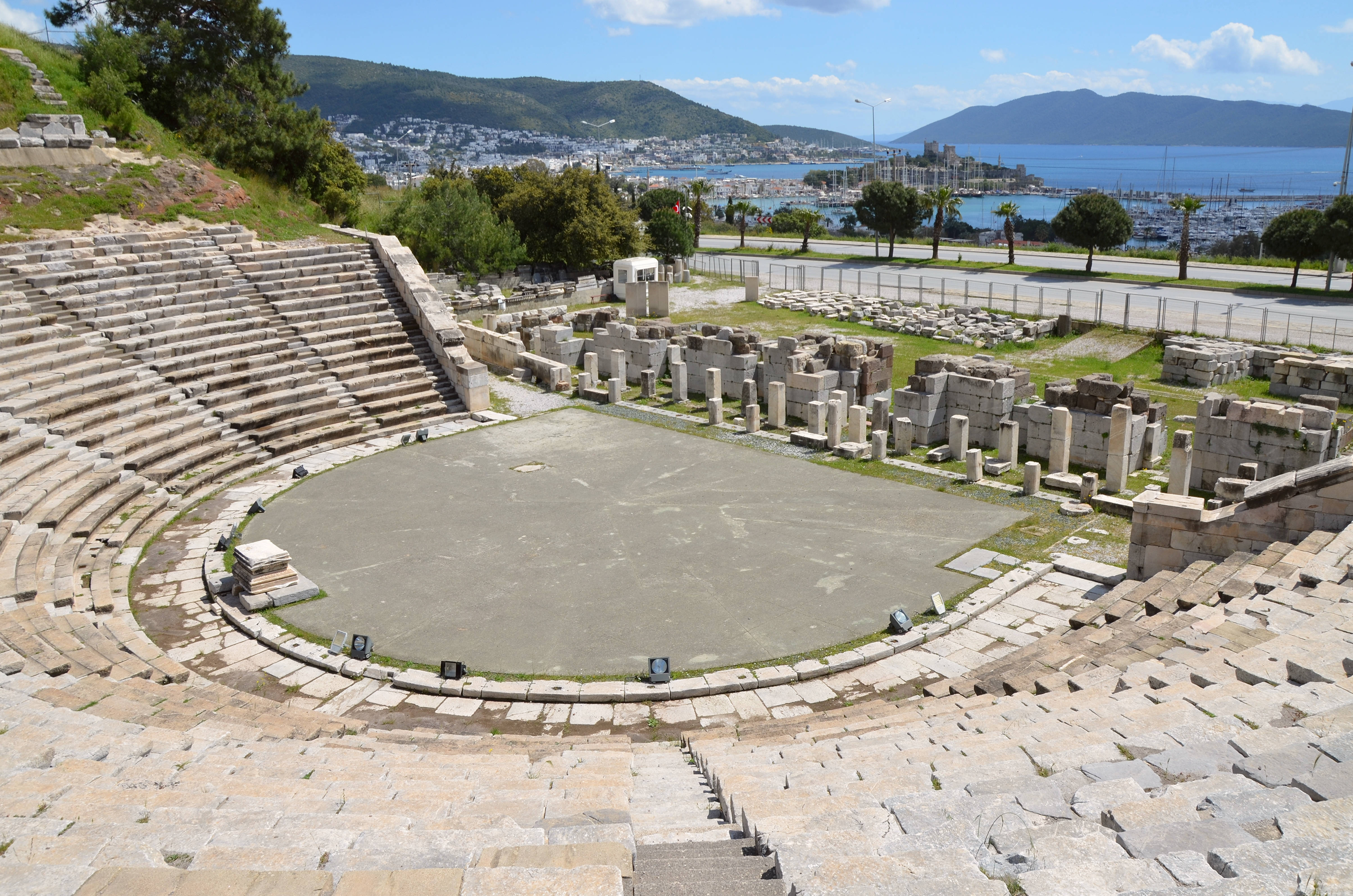
Teatern i Halikarnassos.

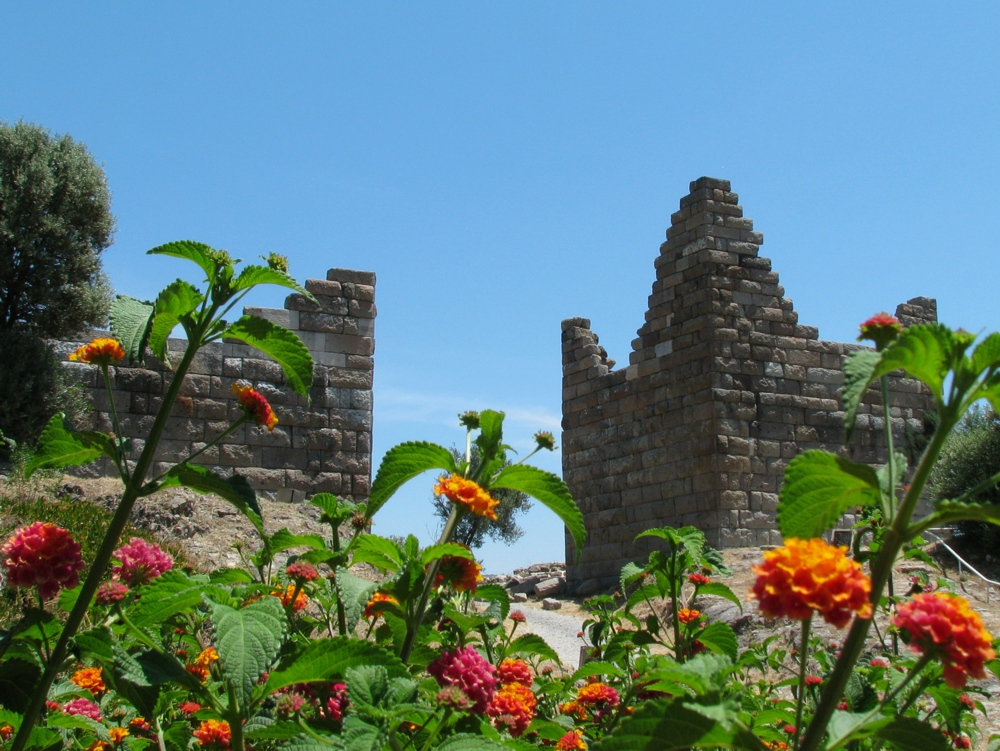
Stadsporten mot Myndos.

Enligt en sägen som återberättades redan av Herodotos anlades staden av dorer från Troizen och Argos. Ursprungligen tillhörde staden det doriska statsförbundet, Hexapolis, som gemensamt dyrkade Apollon på berget Triopion vid Knidos, men omkring år 500 f.Kr. blev Halikarnassos uteslutet ur förbundet.
Redan på 500-talet f.Kr. tycks staden ha styrts av envåldshärskare (tyrannos), och under perserkrigen styrdes den av en kvinna, Artemisia, som hade fått makten efter sin mans död. Från Artemisia gick regeringen i arv till hennes son, Pisindelis, och hennes sonson, Lygdamis, som ska ha dödat diktaren Panyassis och var orsaken till att Herodotos lämnade staden. Vid mitten av 400-talet hörde Halikarnassos till det krigsförbund (symmachi) som leddes av Aten, och troligtvis hade då demokratisk författning införts i staden. Efter att Atens makt bröts i det Peloponnesiska kriget kom Halikarnassos, liksom de andra grekiska städerna på Mindre Asiens kust, att lyda under den persiske satrapen i Mindre Asien.
I början av 300-talet f.Kr. behärskades Karien av Hekatomnos, som antagligen var av karisk börd. Efter hans död år 377 f.Kr. ärvdes riket av hans son Mausollos, som var gift med sin syster Artemisia. Mausollos gjorde Halikarnassos till sin huvudstad och överförde invånare från sex mindre städer i området till staden. Troligtvis har Mausollos, som var en rik och mäktig härskare, anlagt de fästningsmurar vars fundament ännu är bevarade, förbättrat hamnen och förskönat staden.
Mausollos’ änka Artemisia efterträdde honom år 353 f.Kr., och lät i Halikarnassos uppföra en enastående gravvård till honom år 352-350 f.Kr.
Mausoleet i Halikarnassos kom att bli känt som ett av världens sju underverk under antiken. Artemisia dog 351 f.Kr., utan att få se det stora verket fullföljt.
I många år låg makten över Halikarnassos i händerna på ättlingar till Hekatomnos. Efter slaget vid Granikos var Halikarnassos den enda staden i Mindre Asien som gjorde allvarligt motstånd mot Alexander den store. Den persiska flottan låg samlad i hamnen, och en stark garnison både av perser och legosoldater under ledning av Memnon höll staden. Alexander måste vänta tills han hade fått sig tillsänt belägringsmaskiner, men efter en våldsam strid lyckades han år 334 f.Kr. inta staden, som Memnon hade satt i brand när han såg att den inte kunde stå emot längre. Efter erövringen var den helt ödelagd. Efterhand reste sig Halikarnassos igen, men fick aldrig den betydelse den förr hade haft. Under hellenistisk och romersk till delade den det övriga Kariens öden.
Johanniterriddarna tog Halikarnassos i besittning år 1402, och uppförde i början av 1400-talet på halvön vid hamnens östsida ett åt den helige Petrus ägnat citadell, Petronion, varav det nuvarande namnet Bodrum uppstått. För att bygga citadellet använde man till stor del material från Mausollos’ gravmonument, vars marmorblock dels användes som sten i fästningsmuren, dels brändes till kalk.
I början av 1500-talet föll staden i det Osmanska rikets händer.

## Geografi

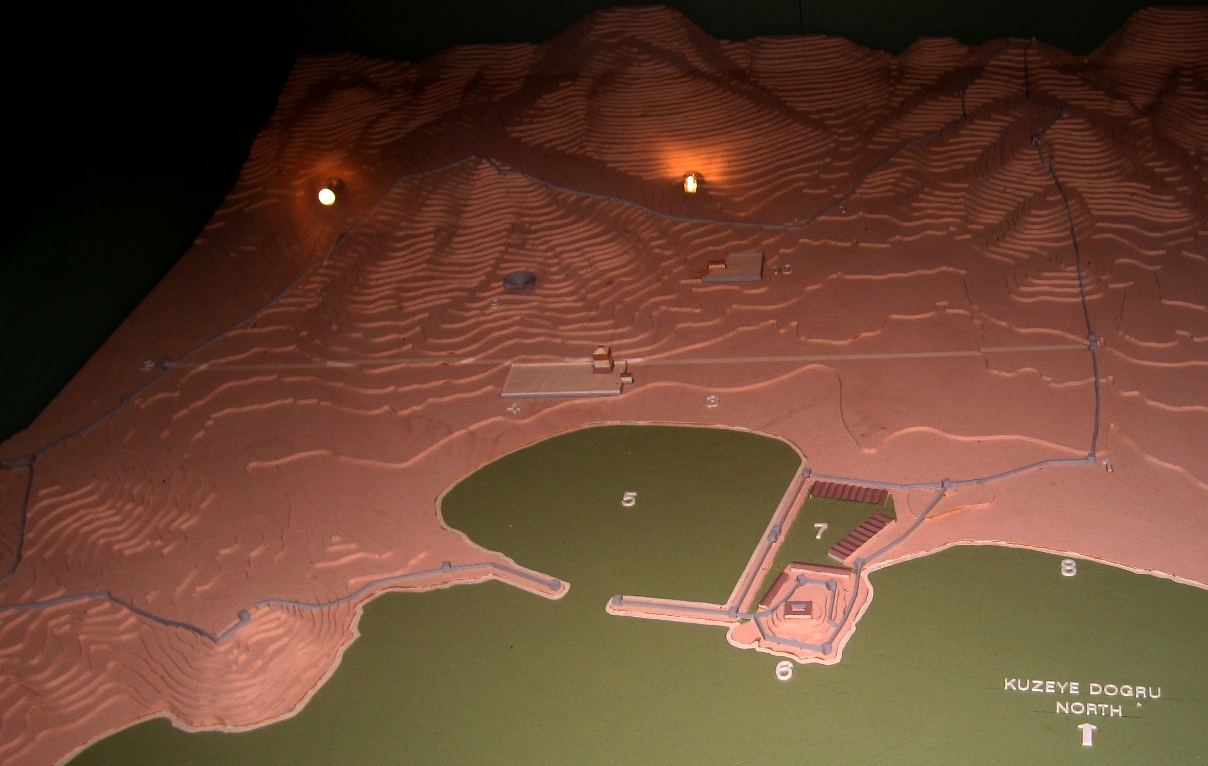
Plan över Halikarnassos, cirka 350 f.Kr.
1. Stadsmur
2. Stadsport mot Myndos
3. Torget
4. Mausoleet
5. Huvudhamnen
6. Mausollos kungliga palats
7. Militärhamnen
8. Emporion (öppen handelshamn)
9. Teater
10. Ares-helgedomen

Från 1856 företog engelsmannen Charles Thomas Newton omfattande utgrävningar och undersökningar i Halikarnassos. Hans syfte var först och främst att återfinna och undersöka resterna av mausoleet, men han bragte i anslutning till detta även klarhet över de viktigaste punkterna i den antika stadens topografi.
Den romerske författaren Vitruvius liknar träffande stadens form med den nedåtsluttande, halvcirkelformade åskådarplatsen i en teater. Hamnen, som öppnar sig söderut, går som en båge in mot stadens centrum. På dess västra sida skjuter en klippa ut i vattnet, och på östsidan låg en liten ö, som redan under romersk kejsartid hade blivit landfast. I närheten av denna ö anlade Mausollos en liten stängd krigshamn, som bara kunde överblickas från hans palats, som var uppfört strax intill, på en höjd norr om ön. Av krigshamnens pir finns ännu något bevarat.
Befästningsmuren runt staden hade väsentligen formen av en halvcirkel, varifrån det med hänsyn till terrängen sköt ut en tunga mot norr. Intill hamnen låg torget, och norr om den, ungefär halvvägs uppför sluttningen, ligger resterna av mausoleet. Ännu nordligare, på en stor terrass med tunga stöttepelare finns grunden av ett joniskt tempel helgat åt Ares, som omtalas i de antika källorna. I templet fanns en tempelbild i akrolit, som några har hänfört till Leochares, andra till Timotheos. Vidare finns rester av en teater, en pelarhall, som enligt en inskrift var tillägnad "Apollon och kung Ptolemaios", romerska villaanläggningar, tempel åt Demeter, Persefone och andra. Vägarna som från Halikarnassos ledde till de närmaste större städerna, Myndos i väst och Mylasa i nordost, är ännu skönjbara tack vare de gravar som enligt antikens bruk är anlagda på båda sidor om dem.